# Vaz Lobo
Vaz Lobo  è un quartiere (bairro) della Zona Nord della città di Rio de Janeiro in Brasile.

## Amministrazione
Vaz Lobo fu istituito come bairro a sé stante il 23 luglio 1981 come parte della Regione Amministrativa XV - Madureira del municipio di Rio de Janeiro.